# Marko Antonio Bubić
Conte (grof) Marko Antonio Bubić ili Marc'Antonio Bubich (Budva, 1735. – Zadar, 1802.) visoki je časnik u Vojsci Mletačke Republike i zadnji zapovjednik korpusa oltramarina. Potiče iz bokeljske vojničke obitelji Bubić. Karijeru je počeo kao oltramarin u očevoj i stričevoj regimenti.

## Vojna služba
Godine 1747. se spominje kao kapetan u pričuvi (riformato), zapovjednik satnije (kumpanije) oltramarina u regimenti Rizzi. Kao zapovjednik mornaričke satnije istako se u borbama s gusarima na Krfu i po Sjevernoj Africi. Kasnije je kao pukovnik bio je zadužen za obranu mletačke granice s Crnom Gorom, te sudjeluje u pregovorima sa Šćepanom Malim koji je vladao je Crnom Gorom 1767. – 1773. predstavljajući se kao ruski car Petar III. Od 1775. do 1791., kao zapovjednik pukovnije Bubich, djeluje na cijelom mletačkom području od Jadrana do Levanta. Posebno se istaknuo 1783. u vojnom pohodu protiv sjevernoafričkih gusara. Prema odluci mletačke vlade, imenovan je u kolovozu 1791. zapovjednikom vojne posade u Zadru u činu sargente generale di battaglia ("bojnik vojske").
Bubićeva služba trajala je tri godine. Zbog lošeg zdravlja i nemogućnosti da provedbe željene reforme u vojnim postrojbama kojima je zapovijedao, u lipnju 1794. podnio je ostavku na položaj vrhovnog zapovjednika vojske u Zadru. Dva mjeseca kasnije, u kolovozu 1794., Marko Antonio promaknut je u čin Sargente Generale, tj. zapovjednika vojske u Dalmaciji i zapovjednika korpusa oltramarina.

## Pad Mletačke Republike i smrt
Kao zadnji zapovjednik dalmatinskih pukovnija oltramarina, vojnu karijeru nastavio je i nakon pada Mletačke Republike (1797.). Za vrijeme prve austrijske uprave Dalmacijom imao je značajne zadaće oko organizacije vojnih postrojbi u Zadru i Šibeniku.
Zbog ozbiljnih zdravstvenih problema nije sudjelovao u uređenju granice s Crnom Gorom. Dalmatinskoj vladi za te poslove preporučio je svog nećaka glavnog inspektora Stjepana. General Marko Antonio Bubić preminuo je 27. srpnja 1802. u Zadru. Pokopan je u crkvi Gospe od Kaštela, poznatijoj kao Gospa od Zdravlja. Njegov nećak Stjepan postavio nadgrobnu ploču s natpisom (1803.), koja je uništena prilikom bombardiranja Zadra u Drugom svjetskom ratu.

Marko Antun je neposredno prije smrti kod zadarskog bilježnika sastavio oporuku koja je sadržavala osnovne podatke o generalovoj imovini i nasljednicima, nećacima i časnicima Stjepanu i Dominiku. Ova Bubićeva oporuka čuva se u Državnom arhivu u Zadru.
| »                 | D[eo] O[ptimo] M[aximo] MARCO ANTONIO COMITI BUBICH VENETARUM COPIARUM DUCI QUEM OB PRAESENTIAM ANIMI FIDEM ET PRUDENTIAM GESTA CORCYRAE PRAEFECTURA ARMORUM SUSCEPTI PRO REPUBLICA LABORES ITINERA ET NEGOTIA IN EXPEDITIONIBUS AD AFROS PRO SECURITATE NAVIGATIONIS SINGULARI DEXTERITATE CONFECTA CLARUM REDDIDERUNT SUPREMI OFFICII MONUMENTUM STEPHANUS NEPOS MOERENS PONENDUM CURAVIT A. M D CCC III | « |
| – Nadgrobna ploča | |   |